# Patton (film)
Patton is een Amerikaanse film uit 1970 van Franklin J. Schaffner over het leven van Generaal George Smith Patton Jr. met in de hoofdrol George C. Scott.
Het scenario van de film is gebaseerd op de boeken, Patton: Ordeal and Triumph (1964) van Ladislas Farago en A Soldier's Story (1951) van Omar N. Bradley. Patton was een groot succes in de bioscopen waar een omzet van 28 miljoen dollar werd behaald in de VS. In totaal bracht de film 61,7 miljoen dollar op.
De film won zeven Oscars, waaronder die van beste film.
In 2003 werd Patton vanwege culturele, historische en esthetische kwaliteiten opgenomen voor conservatie in het National Film Registry van het Amerikaanse Library of Congress.

## Verhaal
Begin 1943. Generaal George Patton is benoemd tot bevelhebber van het tweede Korps van het Amerikaanse leger in Noord-Afrika. Het korps is gedemoraliseerd na een verpletterende nederlaag tegen het Duitse Afrika Korps bij de Kasserinepas. Patton weet de discipline te herstellen en leidt het korps naar de overwinning bij El Guettar. Tijdens de slag verliest Patton zijn adjudant, kapitein Jenson, die wordt vervangen door kolonel Codman. Tijdens een rit door Noord-Afrika praat Patton over zijn geloof in reïncarnatie en leidt zijn staf naar plek waar volgens hem de slag bij Zama heeft plaatsgevonden in 202 v.Chr. en dat hij daar bij was in een ander leven.
Niet lang daarna landen de Amerikanen en de Britten op Sicilië. Patton is geobsedeerd door zijn verlangen om als eerste Messina, de belangrijkste stad van Sicilië, binnen te trekken. Hij wil koste wat kost zijn gehate Britse concurrent, Montgomery, voor zijn. Zijn onderbevelhebber, generaal Bradley, verwijt Patton dat hij te veel Amerikaanse levens in de waagschaal stelt om zijn ambitie waar te maken. Maar Patton is niet onder de indruk. Hij gaat tekeer tegen zijn officieren en weet steeds een oponthoud uit de weg te ruimen. Zo schiet hij bijvoorbeeld persoonlijk twee muilezels dood die het Amerikaanse konvooi tegenhouden. Hij bereikt Messina uiteindelijk als eerste. Maar dan slaat het noodlot toe. Als hij een Amerikaans veldhospitaal bezoekt is hij diep onder de indruk van de gewonde soldaten. Hij ontsteekt echter in grote woede als een van de soldaten blijkt te kampen met een shellshock. In de ogen van Patton is de man een lafaard en hij slaat hem. Het incident lekt uit en Patton wordt van zijn commando ontheven.
Maandenlang zit Patton zonder commando. Uiteindelijk krijgt hij het bevel over de Eerste Amerikaanse Legergroep in Zuidoost-Engeland. Maar dit commando is al even fictief als de hele legergroep. Het is bedoeld als misleiding voor de D-day landingen van 6 juni 1944. Om de Duitsers ervan te overtuigen dat de Geallieerden zullen landen bij Calais, is een nep-legergroep bedacht compleet met namaak-tanks van kunststof en houten namaak-vliegtuigen (Operatie Fortitude). Aangezien de Duitsers Patton beschouwen als de beste geallieerde generaal verwachten ze ook dat hij het opperbevel krijgt over de legers die zullen landen bij de invasie (in werkelijkheid was dit overigens zijn grote rivaal, Montgomery). Na de invasie krijgt Patton een echt commando, bevelhebber van het Amerikaanse derde leger. Patton leidt zijn mannen door Frankrijk en bevrijdt onder andere Parijs. Als de Duitsers de tegenaanvallen inzetten in de Ardennen, leidt Patton het ontzettingsleger van de omsingelde Amerikanen in de Slag om Bastenaken.
Na de Tweede Wereldoorlog maakt Patton deel uit van het bezettingsleger van Duitsland. Op een overwinningsfeest beledigt hij een Russische generaal en noemt de man een 'klootzak'. De Rus is echter net zo ruw in de mond en noemt Patton ook een 'klootzak'. Waarna beide mannen met elkaar klinken. Maar Patton is niet gewend om zijn mening voor zich te houden. Tegenover een groep persmensen zegt hij dat de NSDAP, de partij van Hitler net zo iets was als de Amerikaanse politieke partijen. Dit kost hem andermaal zijn commando. Patton loopt met zijn hond, Willy, weg en overdenkt het lot van een zegevierende generaal bij de Romeinen. Zelfs tijdens diens triomftocht in Rome, liep er altijd een slaaf mee, die de kroon van de overwinning meedroeg en de generaal in het oor fluisterde dat alle glorie vluchtig is.

## Rolverdeling
| Acteur              | Personage                           |
| ------------------- | ----------------------------------- |
| George C. Scott     | Generaal George Patton              |
| Karl Malden         | Generaal Omar Bradley               |
| Stephen Young       | Kapitein Chester B. Hansen          |
| Michael Strong      | Brigade-generaal Hobart Carver      |
| Michael Bates       | Veldmaarschalk Bernard Montgomery   |
| Frank Latimore      | Luitenant-generaal Henry Davenport  |
| Morgan Paull        | Kapitein Richard N. Jenson          |
| Karl Michael Vogler | Veldmaarschalk Erwin Rommel         |
| Siegfried Rauch     | Kapitein Steiger                    |
| Richard Münch       | Generaal Alfred Jodl                |
| John Barrie         | Veldmaarschalk Arthur Coningham     |
| John Doucette       | Generaal-majoor Lucian Truscott     |
| Paul Stevens        | Kolonel Charles R. Codman           |
| Jack Gwillim        | Generaal Harold Alexander           |
| Gerald Flood        | Veldmaarschalk Arthur Tedder        |
| Ed Binns            | Generaal Walter B. Smith            |
| Peter Barkworth     | Kolonel John Welkin                 |
| Lawrence Dobkin     | Kolonel Gaston Bell                 |
| Lionel Murton       | Aalmoezenier James H. O'Neill       |
| Douglas Wilmer      | Generaal-majoor Francis de Guingand |
| James Edwards       | Sergeant William George Meeks       |
| Tim Considine       | Korporaal Charles Kuhl              |
| Carey Loftin        | Bradleys chauffeur                  |
| Bill Hickman        | Pattons chauffeur                   |
| Abraxas Aaran       | Willy                               |

## Preproductie

### Voorgeschiedenis
In 1949 begon brigadegeneraal Frank McCarthy een idee uit te werken om een film te maken over het leven van generaal George S. Patton. McCarthy had tijdens de Tweede Wereldoorlog gediend in de staf van Patton en kende de generaal goed. De komende twintig jaar zou McCarthy, inmiddels gepensioneerd, aan zijn plan werken. In 1953 kreeg het idee meer vorm en werd een team van producenten gevormd om de film voor te bereiden. De werktitel van de film werd Patton, Salute to a Rebel. De familie van Patton werd benaderd om toegang te krijgen tot de dagboeken van Patton, maar die toegang werd geweigerd. In 1966 schreef de toen nog onbekende Francis Ford Coppola de eerste versie van het scenario. Drie jaar later werd de film in productie genomen en werd het scenario van Coppola bewerkt door Edmund H. North. Voor de regie werden John Huston, Henry Hathaway en Fred Zinnemann benaderd. Maar zij weigerden alle drie. Uiteindelijk werd William Wyler gecontracteerd, maar hij kreeg ruzie met George C. Scott over het scenario en vertrok, waarna Franklin J. Schaffner werd uitverkoren voor de regie.

### Acteurs
Aanvankelijk was acteur Rod Steiger aangezocht voor de rol van Patton, maar hij weigerde; een beslissing die hij later zou betreuren. Ook Lee Marvin, Robert Mitchum en Burt Lancaster zagen van de rol af, terwijl John Wayne die de rol graag had willen spelen door de producent werd afgewezen.

## Scenario

### Geschiedenis
Het scenario voor de film stamde uit 1966. Francis Ford Coppola schreef het op basis van de biografie van Ladislas Farago, Patton: Ordeal and Triumph, en de memoires van generaal Omar Bradley, A Soldier's Story. De producenten van de film hadden verzocht om toegang te krijgen tot de dagboeken van Patton zelf maar dit werd door de familie geweigerd. Ongelukkig genoeg kwam het verzoek van de producenten bij de familie binnen op de dag van de begrafenis van de weduwe van Patton, Beatrice Ayer Patton. Niet alleen kregen de producenten geen toegang tot de dagboeken, de familie weigerde eveneens elke medewerking aan de filmproductie. Coppola baseerde zich dus op reeds bekend materiaal. Zijn scenario werd echter door de studio afgekeurd en Coppola werd ontslagen. De voornaamste reden was de openingsspeech van Patton aan het begin van de film, waarin de nodige krachttermen werden gebruikt. In 1969 werd het scenario van Coppola opgediept uit het archief en bewerkt door Edmund H. North.

### De bronnen
Het scenario van Patton is dus gebaseerd op secundaire bronnen, met name op de memoires van Omar Bradley. Bradley, die ook als adviseur voor de film zou fungeren, was weliswaar goed bekend geweest met Patton, maar was geen vriend van de generaal. Beide mannen verschilden fundamenteel van karakter. Patton was een man die de publiciteit naar zich toe trok, altijd in vol ornaat, goed voor confronterende uitspraken tijdens persconferenties en met name een generaal die zijn succes op het slagveld goed uitbuitte. Bradley was minstens zo'n goede strateeg als Patton, maar veel meer ingetogen. Bradley zag eruit als een gewone soldaat en was absoluut geen showman. Dit beïnvloedde de relatie van beide mannen en uiteindelijk ook de visie van Bradley op Patton. Het scenario van Patton is om die reden meer gekleurd met de mening van Bradley over Patton. Historicus S.L.A. Marshall die zowel Bradley als Patton persoonlijk heeft gekend, was van mening dat Patton in de film wordt afgeschilderd als een 'gloriezoekende clown', zonder enige nuance aan te brengen in het karakter van het personage. De echte Patton krijgen we volgens Marshall niet te zien.

## Productie

### Locaties
Patton werd grotendeels opgenomen in Spanje grotendeels bij Almería in Andalusië. Ook de opnames die moeten spelen in Afrika en Sicilië werden daar opgenomen. Met uitzondering van de scène die speelt rondom het oude Carthago, die werd opgenomen in Volubilis, een oude Romeinse stad in de buurt van Meknes in Marokko. De scène waarbij Patton samen met koning Mohammed V de Marokkaanse troepen inspecteert is opgenomen in het koninklijk paleis van Rabat in Marokko. Zelfs de winterscènes die spelen rondom de periode van het Ardennenoffensief werden opgenomen in Spanje en wel bij Segovia. De woestijnscènes rondom de slag met het Afrika Korps werden opgenomen bij Cabo de Gata bij Almería.

### Opnamen
Er werd gefilmd tussen 3 februari 1969 en augustus 1969. Het budget bedroeg circa 12 miljoen dollar en bijna de helft ging op aan soldaten en wapens van het Spaanse leger. De Spaanse soldaten waren ingehuurd als figurant. George C. Scott weigerde aanvankelijk om de speech te doen die gebruikt zou worden voor de opening van de film. Hij was bang dat hij al zijn kruit zou verschieten aan deze imponerende scène en dat die de rest van zijn prestaties in de film zou overschaduwen. Regisseur Schaffner loog tegen de acteur toen hij zei dat de scène aan het einde van de film zou komen. Overigens was de scène zeker imponerend. Diverse soldaten die de film zagen, gingen automatisch in de houding staan, op het moment dat Patton opkomt en er "ten hut!" (in de houding) wordt geroepen. Dit kwam deels omdat deze scène zonder enige introductie of filmtitel gelijk in beeld komt.

## Historie en fictie

### De mythe
Patton is in feite geen echte biografie, het laat niet meer dan drie jaar uit het leven van Patton zien. Dit waren wel de jaren die Patton zelf de belangrijkste uit zijn leven noemde, de jaren dat hij een leger commandeerde in de strijd (tijdens de Tweede Wereldoorlog). Patton was een van de beroemdste generaals uit deze oorlog. Hij deelt die eer met een andere flamboyante officier, maar dan van de Duitse kant, veldmaarschalk Erwin Rommel. Over beide officieren zijn in de loop der jaren verscheidene mythes ontstaan. Zo was Rommel niet de antinazi zoals hij vaak wordt afgeschilderd. Rommel was een groot aanhanger van Hitler en dankte een belangrijk deel van zijn carrière aan de leider van nazi-Duitsland. Toen de "liefde" tussen Hitler en Rommel bekoelde en de laatste uit de gratie raakte, werd Rommel vaak in één adem genoemd met de samenzwerende officieren tegen Hitler. Ook Patton was niet alleen de rouwdouwer zoals hij in de film wordt afgeschilderd. Volgens historicus S.L.A. Marshall was Patton een raadselachtig man met vele facetten die niet zomaar in een filmpersonage te vangen was. Deze mening werd gedeeld door George C. Scott die het gevoel had nooit helemaal grip te krijgen op zijn personage.

### De echte Patton
In de openingsscène waarin Scott opkomt met op de achtergrond een enorme Amerikaanse vlag houdt hij als Patton een zeer krijgshaftige redevoering doorspekt met 'ongecensureerde soldatentaal'. In werkelijkheid was Patton geen geweldig spreker, maar volgens de overlevering moest zijn werkelijke speech die hij eens hield en die voor deze scène model stond, toch nog 'gezuiverd' worden van al te obscene termen alvorens aan het bioscooppubliek vertoond te worden. De stem van acteur George C. Scott past eigenlijk meer bij Patton dan de eigenlijke stem van de generaal. De echte Patton had een hoog stemmetje, vaak omschreven als een piepend stemgeluid. De generaal probeerde dit te maskeren door grove taal te gebruiken. In haar boek, Patton, een generaal in de Ardennen, beschrijft de historica Ingrid Baraitre dat Patton overal vloekte, ook thuis. Het woord "Goddamn'" (verdomd) kwam vrijwel in elke zin voor. Wat in de film goed naar voren komt zijn niet alleen zijn talenten als veldheer, maar ook zijn eigenaardigheden, zoals zijn geloof in reïncarnatie, zijn grimmige rivaliteit met de Britse maarschalk Bernard Montgomery, die een even groot ego had als hij, en zijn geringe belangstelling voor politieke gevoeligheden, waardoor hij na de Siciliaanse campagne zelfs tijdelijk van zijn commando ontheven werd. Een voorbeeld van Pattons geloof in reïncarnatie komt in de film naar voren als Patton tegen generaal Truscott zegt dat hij ooit een maarschalk was onder Napoleon. Dit is een verwijzing naar een gedicht dat Patton ooit schreef onder de titel Through a Glass Darkly, waarin hij zes verschillende levens beschrijft die hij geleefd heeft in bijvoorbeeld de oertijd, het oude Rome en het Frankrijk onder Napoleon.

### Dichterlijke vrijheid
De scenaristen hebben zich hier en daar wat vrijheden veroorloofd. Soms werden die veranderingen ingegeven door de censuur. In de openingsscène van de film bijvoorbeeld is de speech van Patton te zien. Sommige woorden bleken gewoon te grof voor een bioscooppubliek en werden aangepast. Zo werd 'fucking' veranderd in 'fornicating' (ontucht). Volgens historicus S.L.A. Marshall vloekte Patton heel wat minder in werkelijkheid dan in de film en gebruikte hij zeker minder obsceniteiten. Historica Ingrid Baraitre die een aantal familieleden van Patton interviewde, kwam tot een andere conclusie, volgens haar komt de film juist redelijk in de buurt. De speech in de film is gebaseerd op de speech die de echte Patton gaf aan het Derde Leger toen hij het commando in juni 1944 in Normandië had overgenomen. Er zijn fragmenten van andere speeches uit verschillende periodes uit de oorlog aan toegevoegd. In de beroemde scène met de speech draagt Patton al zijn onderscheidingen. Dit klopt niet met de werkelijkheid. Patton droeg nooit al zijn onderscheidingen. Hij deed dit slechts één keer, in de achtertuin van zijn huis in Virginia en op verzoek van zijn vrouw. Ze fotografeerde hem en het was die foto die de makers van de film gebruikte om Patton uit te monsteren met al zijn onderscheidingen. De twee pistolen, ingelegd met ivoor, die Scott als Patton in de scène draagt zijn de echte, ze waren geleend van het General George S. Patton Memorial Museum.

### Fouten
In de film zitten ook de nodige fouten:
- De tanks die worden gebruikt zijn niet de originele Duits tanks (zoals de Tiger I en Mark III en IV) of de Amerikaanse tanks (als de Sherman M4) maar de naoorlogse M47 en M48 Pattontanks. Alle geallieerde voertuigen die te zien zijn in Afrika en Sicilië hebben een witte ster gevat in een cirkel. Dit teken werd echter pas ingevoerd voor de landing in Italië in september 1943. Ook worden verschillende jeeps in de films gebruikt van het type CJ-2a die pas na 1945 met name voor burgers werden geproduceerd. Een van de soldaten in de film draagt een M14 geweer. De M14 is de verbeterde versie van de M1 Garand die de Amerikaanse soldaten in de Tweede Wereldoorlog gebruikten. De M14 werd pas in 1957 geïntroduceerd. Ook is een Cadillac M37 mobiel geschut te zien. De M37 zag echter pas actie in de Koreaanse oorlog. In de scène waar het Marokkaanse leger voor Patton paradeert dragen sommige soldaten de MAT-49 machinegeweren. Dit wapen kwam begin 1950 op de markt
- De Duitse vliegtuigen die het hoofdkwartier aanvallen zijn niet de originele Duitse Heinkels, maar de Spaanse versie van de Heinkel He 111. Ook is een Cessna L-10 Bird Dog te zien. Een vliegtuig dat pas in 1950 voor het eerst vloog.
- Als in de film de Britten te horen krijgen dat Patton hen verslagen heeft in de race naar Palermo, wordt de Britse vlag gehesen, alleen hangt de vlag verkeerd om
- Op de kaart die te zien is in het hoofdkwartier is Europa al verdeeld volgens de grenzen die werden vastgesteld na 1945 en zijn Oost- en West-Duitsland al als gescheiden landen aangegeven.
- De kaart van Normandië die te zien is op het hoofdkwartier van Patton laat slechts drie van de vijf invasiestranden zien (Utah, Omaha en Gold)
- Op weg naar Normandië zit Patton het boek The Tank in Battle (Panzer greift an) van Erwin Rommel te lezen. Maar dit boek is nooit door Rommel voltooid, later werd delen opgenomen in het na de oorlog verschenen boek, The Rommel Papers, samengesteld door Basil Henry Liddell, die ook andere aantekeningen en dagboeknotities van Rommel verzamelde. Het boek kan dus nooit op Pattons nachtkastje hebben gelegen.
- Tijdens de slag tegen het Afrika Korps gebruikt Patton een verrekijker waar "Japan" op staat.
- Op zeker moment zegt Patton koning Frederik de Grote van Pruisen te citeren als hij uitroept L'audace, l'audace. Toujours l'audace!. Deze uitspraak is echter afkomstig van Georges Danton ten tijde van de Franse Revolutie.
- Acteur Ed Binns draagt in zijn rol als Generaal Walter Bedell Smith in de film een schouderinsigne van S.H.A.E.F. (Supreme Headquarters Allied Expeditionary Forces) maar dan de versie van na de oorlog.
- Vlak voordat de geallieerden op 25 juli 1944 Operatie Cobra in Normandië inzetten, overleggen Rommel, Steiger en Jodl in het Duitse hoofdkwartier. Maar dit was onmogelijk aangezien Rommel op 17 juli zwaargewond was geraakt bij een vliegtuigaanval en in een Frans ziekenhuis lag.
- In de scène waar Patton het commando overneemt in Noord-Afrika is een Arabische vrouw te zien die pollos y gallinas (Spaans voor kippen en hoenderen) verkoopt. Maar in Tunesië sprak de lokale bevolking geen Spaans.
- In de openingsscène draagt Patton twee kleinoden. Ten eerste mag men maar een kleinood dragen, en niet twee zoals hij doet. Ten tweede draagt hij als kleinood de Hessische orden Phillips des Großmutigen aan een verkeerd lint. Een Duitse onderscheiding die sinds 1918 niet meer is uitgegeven. Patton heeft deze nooit gekregen en had deze nooit kunnen krijgen, omdat hij tegen en niet met de Duitsers vocht in WW1

## Prijzen en nominaties

### Oscars 1971
- Beste film
- Beste regisseur (Franklin J. Schaffner)
- Beste acteur (George C. Scott)
- Beste montage
- Beste scenario
- Beste geluid
- Beste decor

Nominaties:
- Beste camerawerk
- Beste muziek
- Beste visuele effecten

### BAFTA Awards1971
Nominaties
- Beste acteur (George C. Scott)
- Beste geluid

### Golden Globes 1971
- Beste acteur (George C. Scott)

Nominaties:
- Beste film
- Beste regie (Franklin J. Schaffner)

## Vervolg

### The Last days of Patton
In 1986 werd een vervolg op de film gemaakt. Het was de televisiefilm The Last Days of Patton, wederom met George C. Scott in de hoofdrol. De film ging over de laatste weken van Patton, voorafgaand aan zijn fatale auto-ongeluk.

### Fireball Forward
Na het voltooien van Patton was er nog een behoorlijke hoeveelheid opnamemateriaal over, veelal oorlogsscènes. Een deel daarvan werd gebruikt voor de televisiefilm Fireball Forward uit 1972. Producent Frank McCarthy en scenarist Edmund North (beiden betrokken bij Patton) waren bij het project betrokken. De film met onder andere Morgan Paull, Eddie Albert, Ben Gazzara en Ricardo Montalbán gaat over een generaal die het commando van een divisie tijdens de Tweede Wereldoorlog overneemt.